# Dead to Rights
Dead to Rights é um videojogo de ação, neo-noir e de tiro em terceira pessoa desenvolvido pela Namco Hometek. Foi lançado em 2002 como um exclusivo cronometrado para o Xbox, e os lançamentos para o PlayStation 2 e o Nintendo GameCube seguiram depois. Um ano após seu lançamento do console, o jogo foi lançado para o Microsoft Windows. Foi seguido por Dead to Rights II em 2005,  Dead to Rights: Reckoning para o PSP, também em 2005, e Dead to Rights: Retribution no PlayStation 3 e Xbox 360 em 2010.